# Guadalupe Ixtapa
Guadalupe Ixtapa är en ort i kommunen Temascalcingo i delstaten Mexiko i Mexiko. Samhället hade 336 invånare vid folkräkningen 2020.